# Larry Garron
Larry Garron (Marks, Mississippi, 1937. május 23. – Framingham, Massachusetts, 2019. szeptember 13.) amerikai amerikaifutball-játékos.

## Pályafutása
1960 és 1968 között a Boston Patriots játékosa volt. Négy alkalommal szerepelt az AFL All-Star csapatában.

## Sikerei, díjai
- AFL All-Star (1961, 1963, 1964, 1967)